# Eupanacra mydon
Eupanacra mydon är en fjärilsart som beskrevs av Walker 1856. Eupanacra mydon ingår i släktet Eupanacra och familjen svärmare. Inga underarter finns listade i Catalogue of Life.

## Bildgalleri

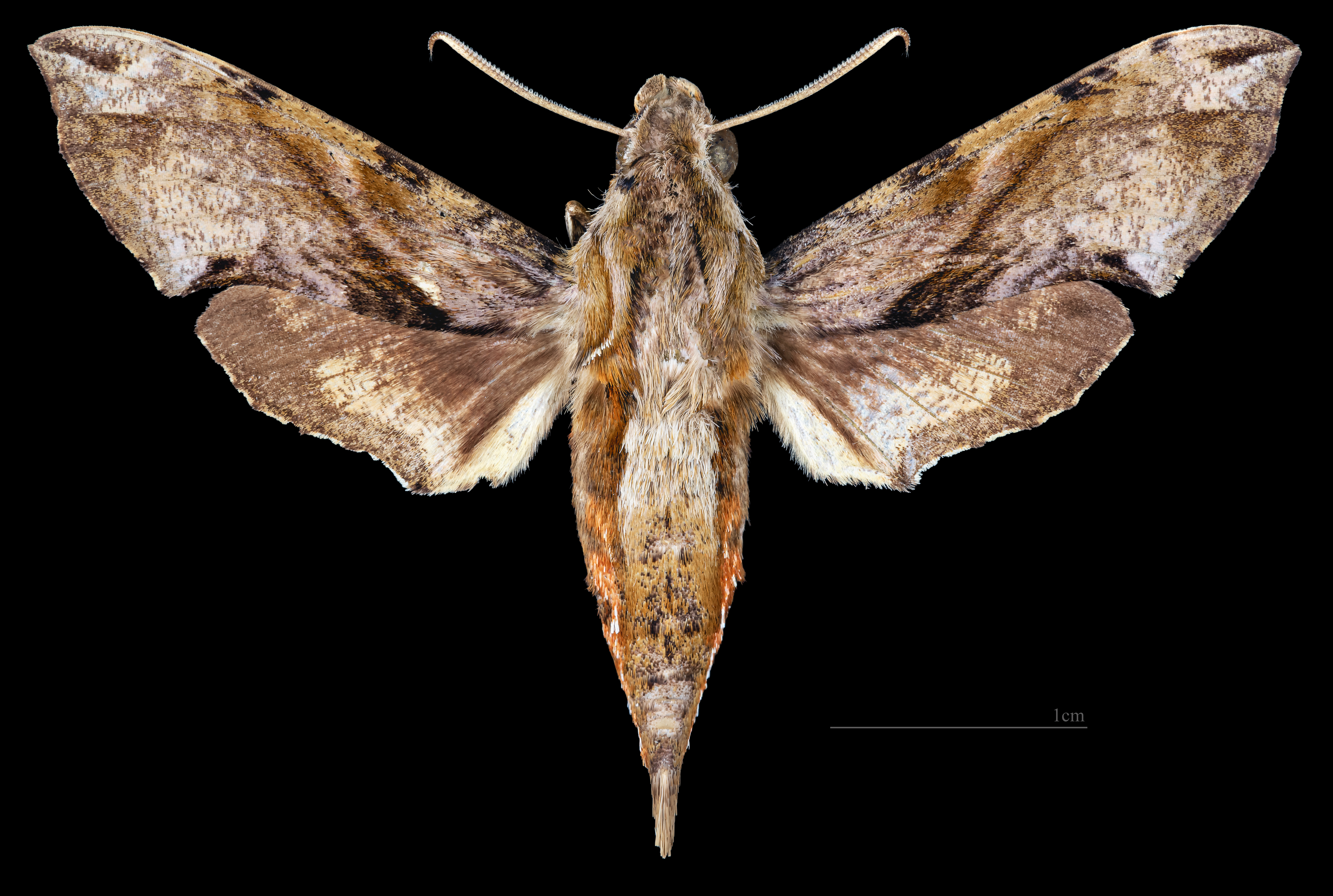
Eupanacra mydon ♂
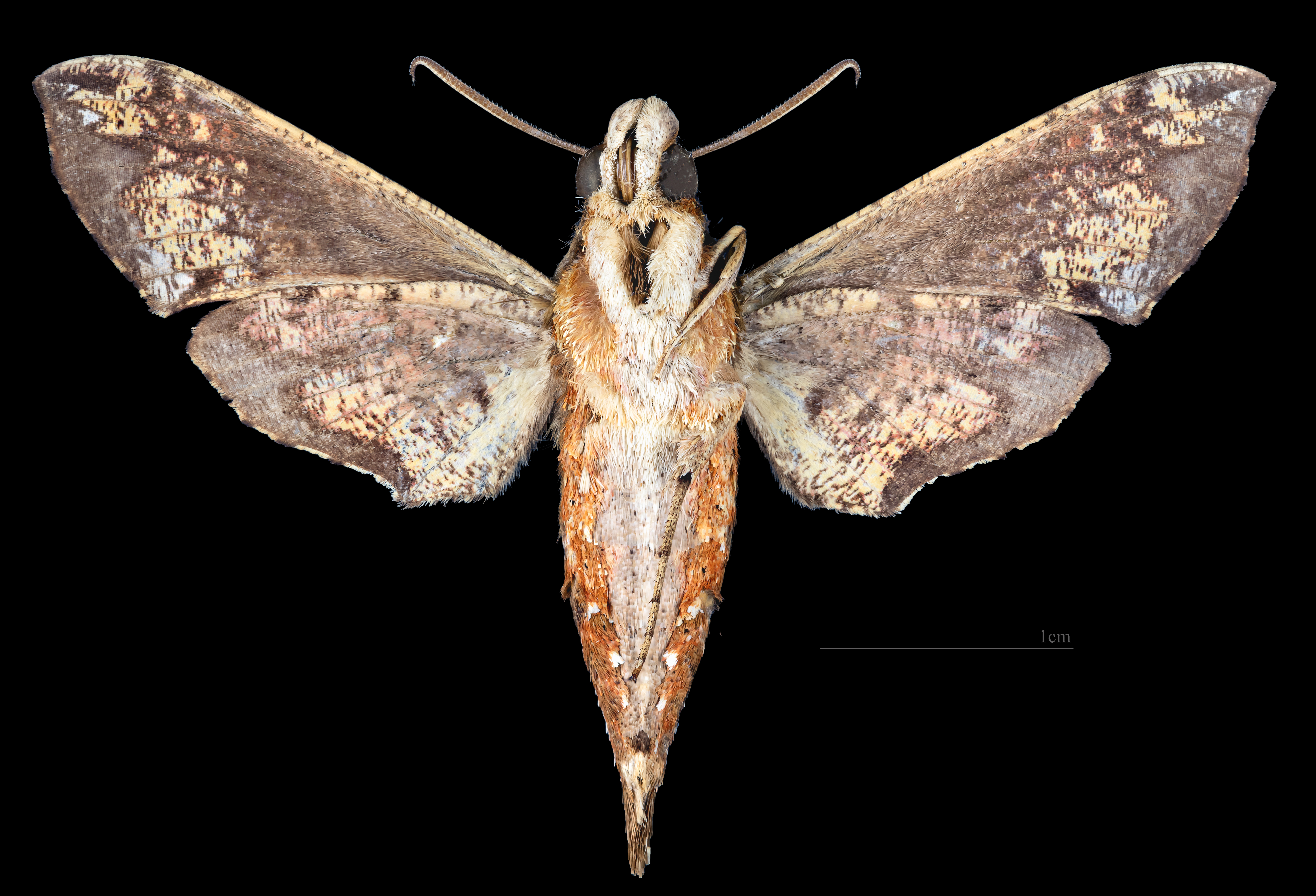
Eupanacra mydon ♂   △
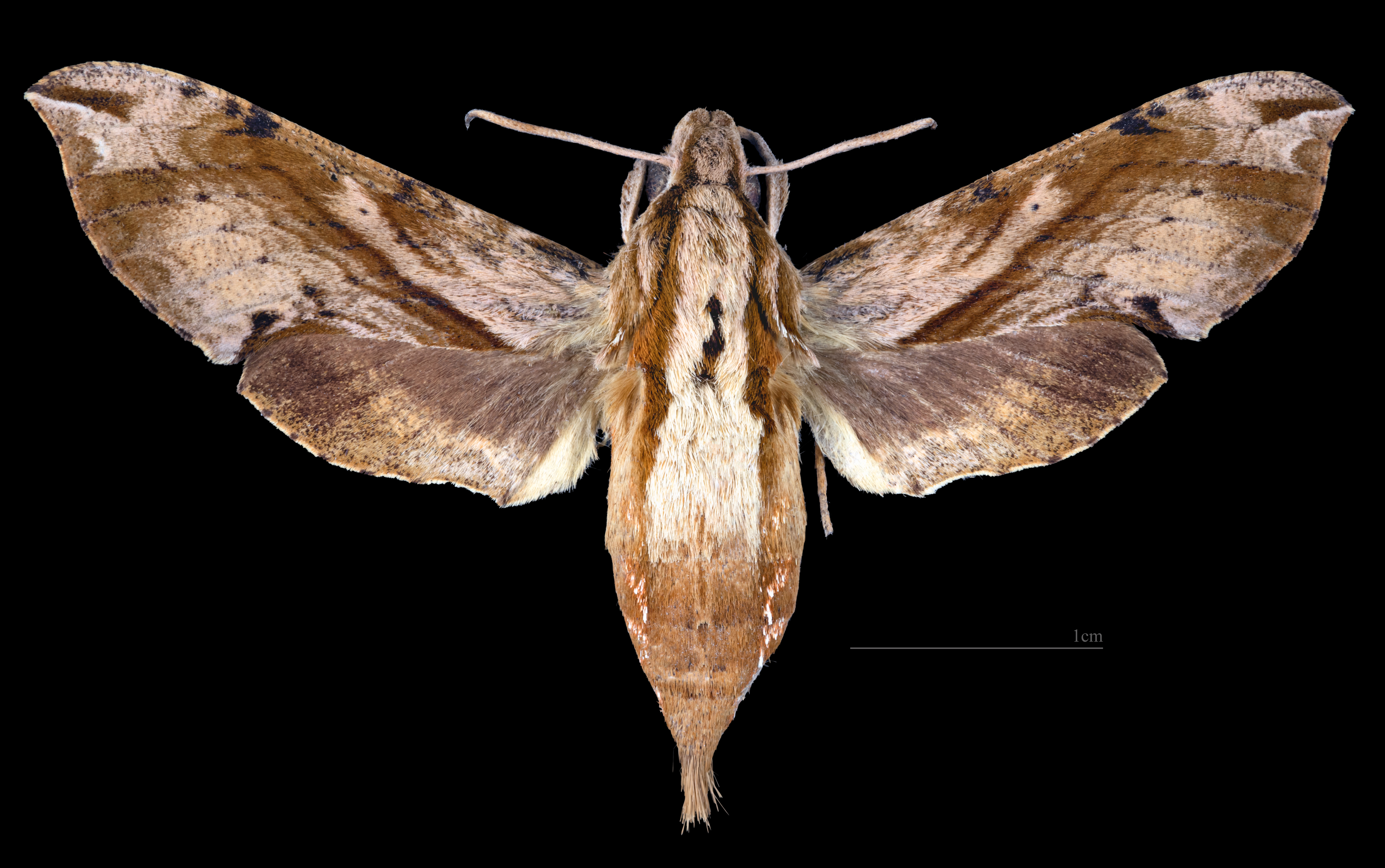
Eupanacra mydon  ♀
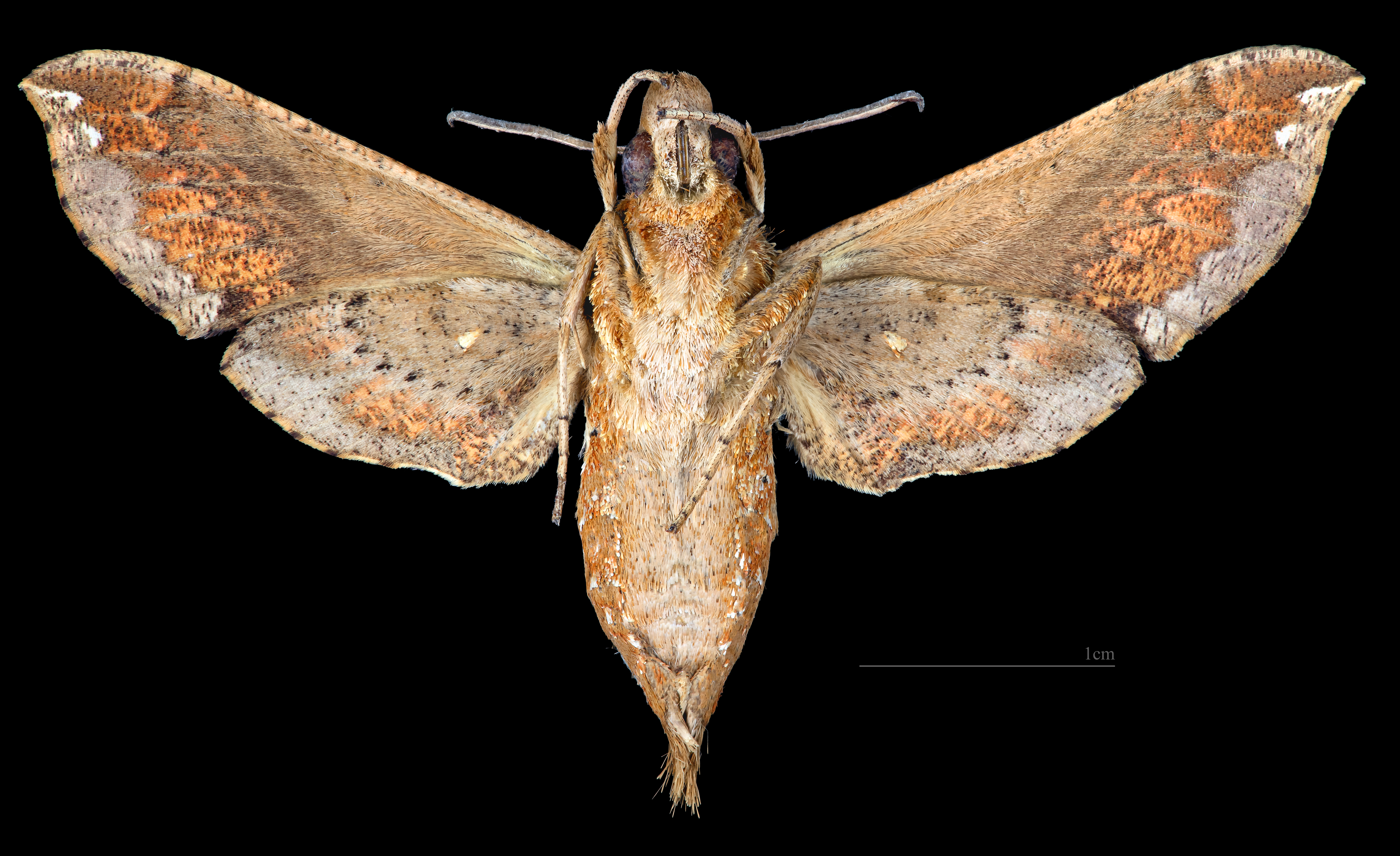
Eupanacra mydon ♀ △